# Кладбище космических кораблей
Кла́дбище косми́ческих корабле́й — распространённое название района в южной части Тихого океана глубиной 4 км, куда попадают остатки космических аппаратов после выведения их из эксплуатации. Оно расположено значительно южнее острова Рождества, в 3900 км к востоку от новозеландского города Веллингтон.

## Назначение

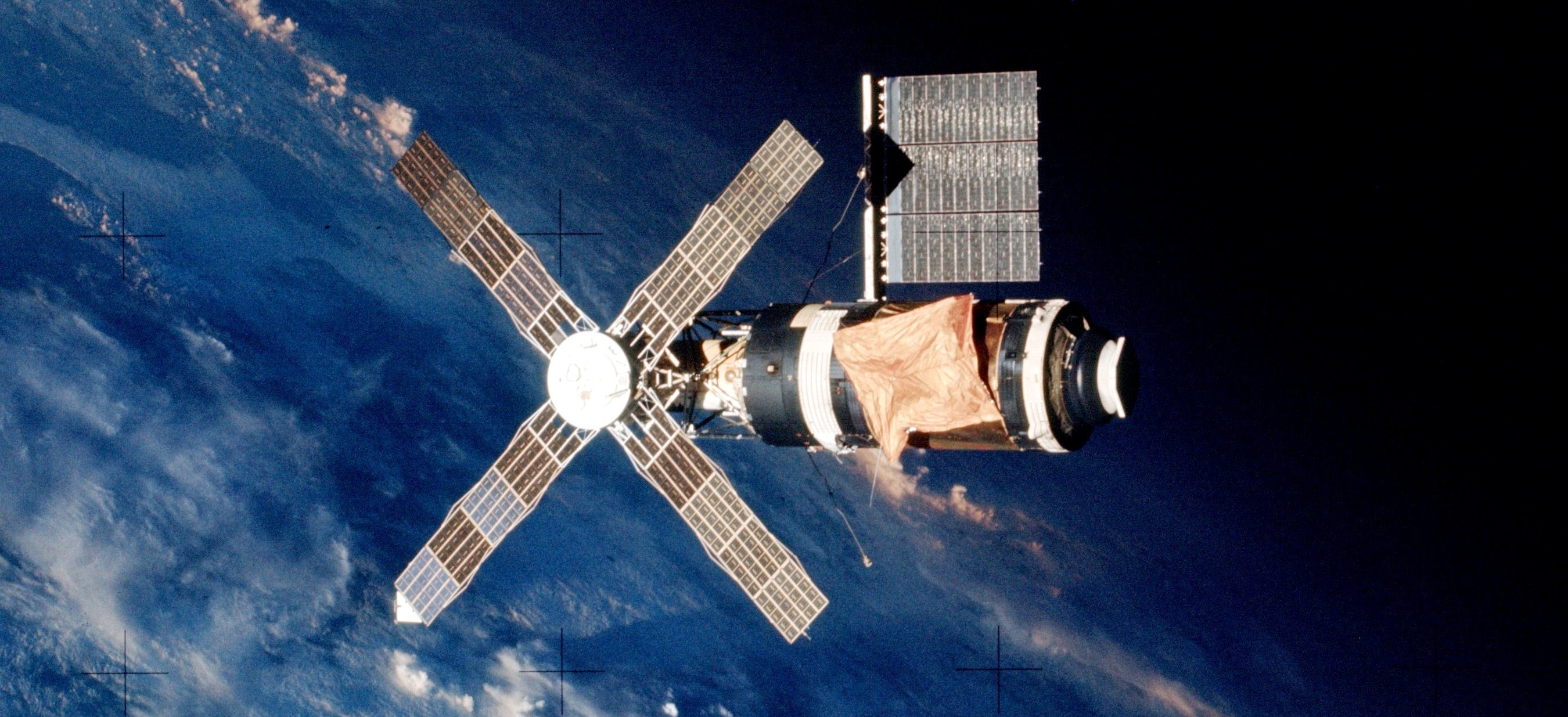
«Скайлэб» затоплена 11 июля 1979 года

Затоплению подлежат выработавшие свой ресурс орбитальные станции и грузовые корабли с загруженным в их отсеки различного рода мусором и отходами жизнедеятельности космических экспедиций.
При входе в атмосферу большая часть космических аппаратов сгорает в её плотных слоях, однако часть обшивки кораблей и другие части, не сгоревшие при сведении их с орбиты, падают именно в этот район.
Как правило, поверхности воды достигают лишь тугоплавкие элементы конструкций. Данный район относительно безжизненный по причине низкого содержания питательных веществ из-за течений и удалённости от прибрежных вод. Уровень судоходства в этом районе крайне невелик.

## Использование кладбища

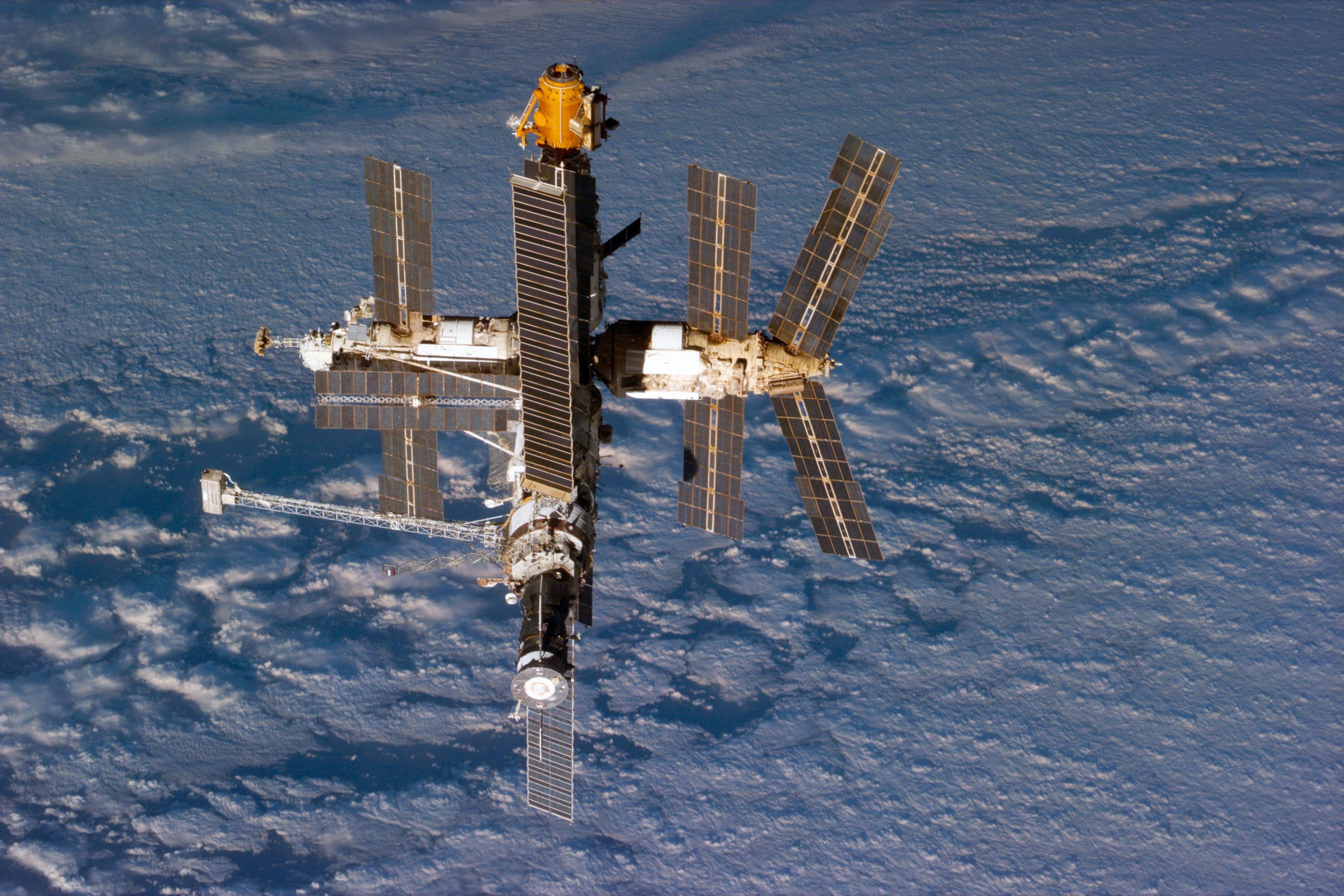
Орбитальная станция «Мир», затоплена 23 марта 2001 года

Данный участок используется российским Центром управления полётами (ЦУП) для затопления космических грузовиков «Прогресс».
В 2001 году в данном районе были затоплены остатки космической станции «Мир».
История «кладбища» насчитывает два чрезвычайных происшествия:
- в 1979 году остатки американской станции «Скайлэб» упали на западе Австралии
- в 1991 году обломки советской станции «Салют-7» частично упали на территории Аргентины[5].

Оба случая обошлись без жертв и разрушений.
В марте 2001 года, во время сведения с орбиты комплекса «Мир», власти Австралии, Японии и островов Фиджи рекомендовали жителям находиться в укрытиях. Ежегодно на океанском «кладбище» находят свой последний приют по нескольку десятков космических аппаратов. По словам представителей Центра управления полетами Федерального космического агентства РФ, «принятая практика уничтожения космического мусора с помощью „грузовиков“ не наносит вреда экологии Земли». 
Падение китайской станции «Тяньгун-1» в 2018 году в этом районе оказалось случайным, так как её сход с орбиты был неуправляемым.